# Феклабрук (округ)
Феклабрук — політична округа Австрійської федеральної землі Верхня Австрія. 
Округ поділено на 52 громад, з яких 3  міста, а ще 9 - ярмаркові містечка. 
Міста
- Аттанг-Пухгайм
- Шваненштадт
- Феклабрук

Містечка
- Ампфльванг-ім-Гаусруквальд
- Векламаркт
- Вольфзегг-ам-Гаусрук
- Зеевальхен-ам-Аттерзее
- Ленцінг
- Мондзее
- Регау
- Санкт-Георген-ім-Аттергау
- Тімелькам
- Франкенбург-ам-Гаусрук
- Франкенмаркт
- Шерфлінг-ам-Аттерзее

Сільські громади
- Аттерзее
- Атцбах
- Аурах-ам-Гонгар
- Берг-ім-Аттергау
- Дессельбрунн
- Форнах
- Гамперн
- Іннершванд
- Маннінг
- Нойкірхен-ан-дер-Векла
- Нідертальгайм
- Нусдорф-ам-Аттерзее
- Обергофен-ам-Іррзее
- Оберндорф-бай-Шваненштадт
- Оберванг
- Оттнанг-ам-Гаусрук
- Пфаффінг
- Пільсбах
- Пітценберг
- Пендорф
- Пухкірхен-ам-Траттберг
- Пюрет
- Редлайтен
- Редльгам
- Рюшторф
- Рутценгам
- Санкт-Лоренц
- Шлатт
- Штайнбах-ам-Аттерзее
- Штрас-ім-Аттергау
- Тіфграбен
- Унгенах
- Унтерах-ам-Аттерзее
- Вайсенкірхен-ім-Аттергау
- Вайрегг-ам-Аттерзее
- Целль-ам-Моос
- Целль-ам-Петтенфірст

## Демографія
Населення округу за роками за даними статистичного бюро Австрії

## Виноски
1. ↑  Statistik Austria

| Австрія | Це незавершена стаття з географії Австрії. Ви можете допомогти проєкту, виправивши або дописавши її. |